# Graue Sandbiene
Die Graue Sandbiene (Andrena cineraria) ist eine solitäre Biene aus der Gattung der Sandbienen (Andrena).

## Merkmale

### Weibchen

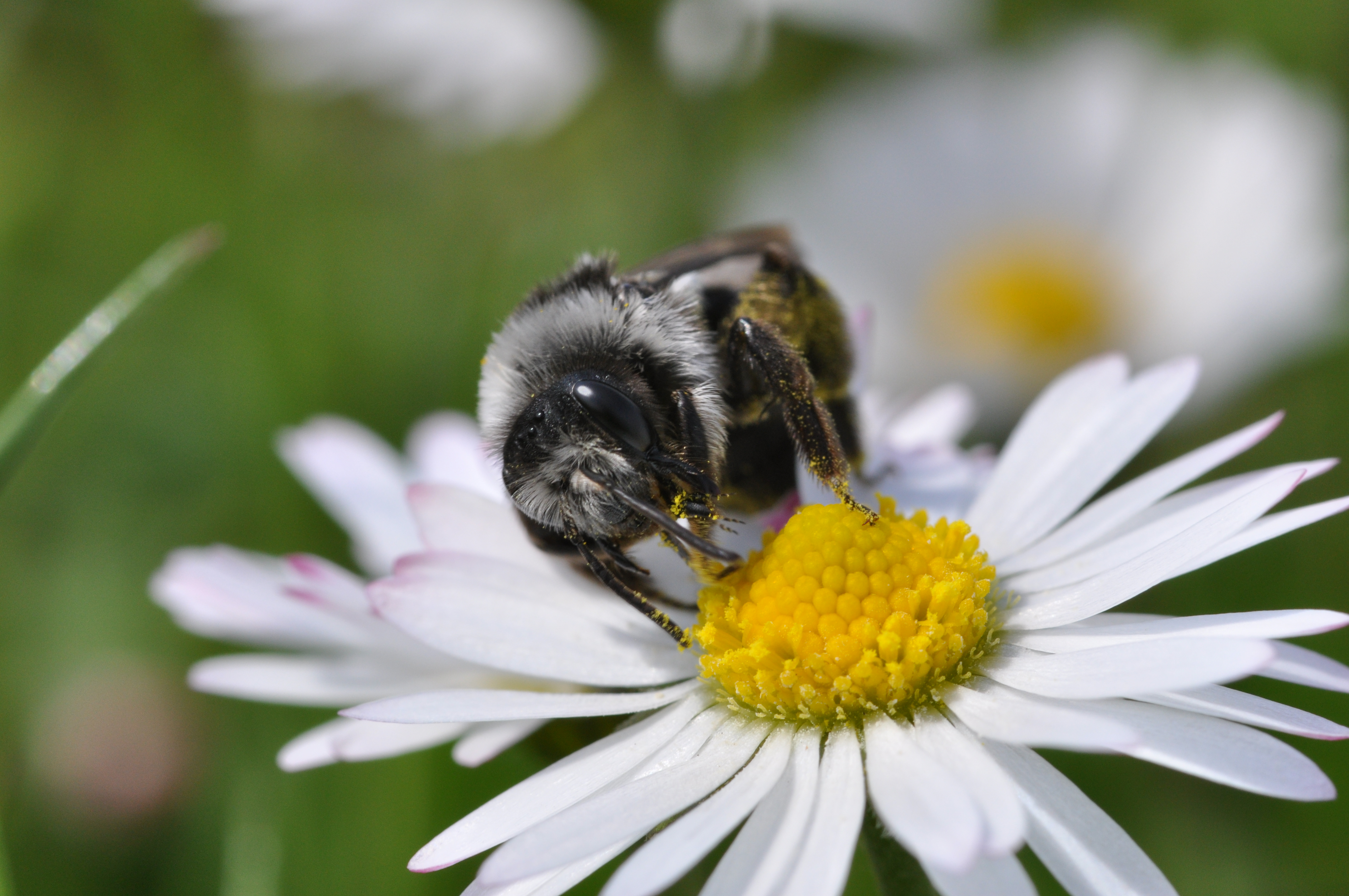
Weibchen auf Gänseblümchen

Die Weibchen dieser recht großen Bienenart werden etwa 13–15 mm groß. Sie haben eine schwarze Grundfärbung. Die Behaarung auf der Stirn ist hell, der Thorax ist hell behaart mit einer dunklen Querbinde. Die Beine sind an den Schenkeln hell behaart, ansonsten schwarz. Der Hinterleib ist kahl und hat einen bläulichen Glanz.

### Männchen

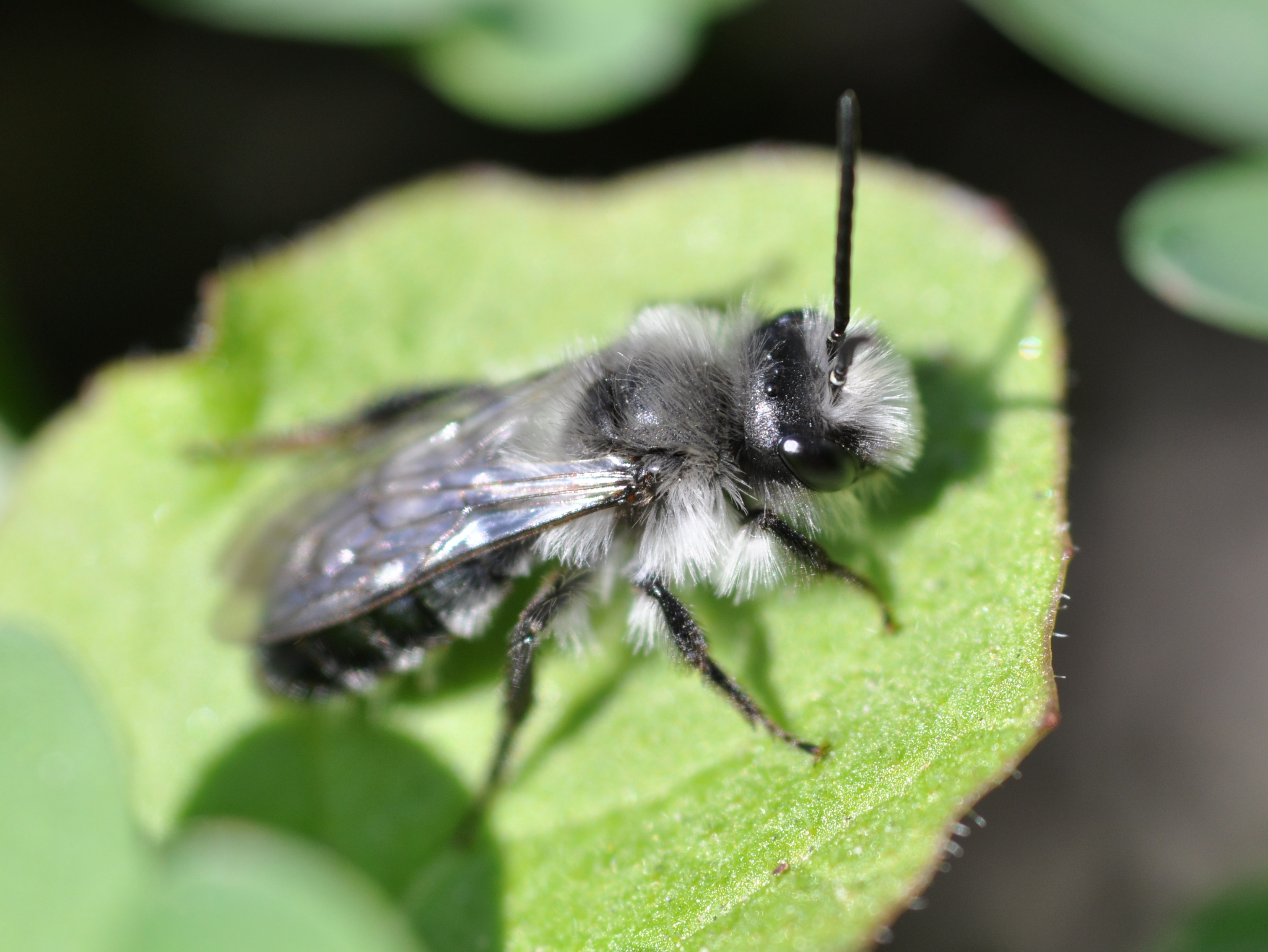
Männchen

Die Männchen sind mit 10–13 mm kleiner als die Weibchen. Ihr Kopf ist reichlich hell behaart. Thorax und Schenkel tragen ebenfalls recht üppige helle Behaarung. Der Hinterleib ist vor allem an den Seiten spärlich hell behaart. Die Tibien und Füße sind dunkel. Gelegentlich haben auch die Männchen eine blasse dunkle Binde am Thorax, diese ist jedoch schwächer als bei den Weibchen.

### Ähnliche Arten
Andrena barbarae ist ähnlich wie Andrena cineraria gezeichnet, hat jedoch dunklere Flügel als diese. Die Männchen ähneln denen von Andrena vaga. Diese haben jedoch hellere Beine.

## Vorkommen
Die Tiere kommen in fast ganz Europa vor. Sie sind vom Mittelmeer bis ins nördliche Schweden und Finnland zu finden. Im Osten reicht ihr Verbreitungsgebiet bis Ostasien. Sie sind in vielen Habitaten zu finden und leben auch regelmäßig in Gärten und Parks.

## Lebensweise
Die Bienen fliegen in einer Generation pro Jahr von Mitte März (Männchen) bzw. Anfang April (Weibchen) bis Ende Mai. Sie ernähren sich polylektisch vom Nektar und Pollen einer Reihe verschiedener Pflanzen.

### Entwicklung
Die Weibchen graben Erdnester, wobei in einem Nest zwei bis drei Brutzellen ca. 10 bis 25 Zentimeter tief gegraben werden. Sie nisten meist einzeln oder in lockeren Gruppen. Bei der Wahl des Nistplatzes sind die Bienen wenig anspruchsvoll. Es werden oft kleine Lücken zwischen Kräutern auf Wiesen und Brachflächen besiedelt. Die Nestöffnungen bleiben tagsüber offen, nur nachts und vor Regen werden sie verschlossen. Die Bienen tragen Pollen in jede Brutkammer ein, in die das Weibchen dann ein Ei legt. Die Verpuppung erfolgt in einem Kokon, wobei die Tiere als fertig gehäutete Bienen im Kokon überwintern und erst im Frühling schlüpfen.

### Parasiten
Die Larven der Bienen werden von verschiedenen Wespenbienen, wie z. B. der Rothaarigen Wespenbiene (Nomada lathburiana) oder Nomada goodeniana, parasitiert. Die Nester werden auch von Satellitenfliegen aus der Gattung Leucophora oder vom Großen Wollschweber (Bombylius major) befallen.

## Belege